# 1923年
1923年（1923 ねん）は、西暦（グレゴリオ暦）による、月曜日から始まる平年。大正12年。

## 他の紀年法
- 干支：癸亥
- 日本（月日は一致）
  - 大正12年
  - 皇紀2583年
- 中国（月日は一致）
  - 中華民国12年
- 朝鮮（月日は一致）
  - 檀紀4256年
  - 主体12年
- 阮朝（ベトナム）
  - 啓定7年11月15日 - 啓定8年11月24日
- モンゴル国
  - 共戴12年11月15日 - 共戴13年11月24日
- 仏滅紀元：2465年 - 2466年
- イスラム暦：1341年5月13日 - 1342年5月22日
- ユダヤ暦：5683年4月13日 - 5684年4月23日
- 修正ユリウス日(MJD)：23

## カレンダー
| 1月 |    |    |    |    |    |    |
| 日  | 月 | 火 | 水 | 木 | 金 | 土 |
|     | 1  | 2  | 3  | 4  | 5  | 6  |
| 7   | 8  | 9  | 10 | 11 | 12 | 13 |
| 14  | 15 | 16 | 17 | 18 | 19 | 20 |
| 21  | 22 | 23 | 24 | 25 | 26 | 27 |
| 28  | 29 | 30 | 31 |    |    |    |
|     |    |    |    |    |    |    |

| 2月 |    |    |    |    |    |    |
| 日  | 月 | 火 | 水 | 木 | 金 | 土 |
|     |    |    |    | 1  | 2  | 3  |
| 4   | 5  | 6  | 7  | 8  | 9  | 10 |
| 11  | 12 | 13 | 14 | 15 | 16 | 17 |
| 18  | 19 | 20 | 21 | 22 | 23 | 24 |
| 25  | 26 | 27 | 28 |    |    |    |
|     |    |    |    |    |    |    |

| 3月 |    |    |    |    |    |    |
| 日  | 月 | 火 | 水 | 木 | 金 | 土 |
|     |    |    |    | 1  | 2  | 3  |
| 4   | 5  | 6  | 7  | 8  | 9  | 10 |
| 11  | 12 | 13 | 14 | 15 | 16 | 17 |
| 18  | 19 | 20 | 21 | 22 | 23 | 24 |
| 25  | 26 | 27 | 28 | 29 | 30 | 31 |
|     |    |    |    |    |    |    |

| 4月 |    |    |    |    |    |    |
| 日  | 月 | 火 | 水 | 木 | 金 | 土 |
| 1   | 2  | 3  | 4  | 5  | 6  | 7  |
| 8   | 9  | 10 | 11 | 12 | 13 | 14 |
| 15  | 16 | 17 | 18 | 19 | 20 | 21 |
| 22  | 23 | 24 | 25 | 26 | 27 | 28 |
| 29  | 30 |    |    |    |    |    |
|     |    |    |    |    |    |    |

| 5月 |    |    |    |    |    |    |
| 日  | 月 | 火 | 水 | 木 | 金 | 土 |
|     |    | 1  | 2  | 3  | 4  | 5  |
| 6   | 7  | 8  | 9  | 10 | 11 | 12 |
| 13  | 14 | 15 | 16 | 17 | 18 | 19 |
| 20  | 21 | 22 | 23 | 24 | 25 | 26 |
| 27  | 28 | 29 | 30 | 31 |    |    |
|     |    |    |    |    |    |    |

| 6月 |    |    |    |    |    |    |
| 日  | 月 | 火 | 水 | 木 | 金 | 土 |
|     |    |    |    |    | 1  | 2  |
| 3   | 4  | 5  | 6  | 7  | 8  | 9  |
| 10  | 11 | 12 | 13 | 14 | 15 | 16 |
| 17  | 18 | 19 | 20 | 21 | 22 | 23 |
| 24  | 25 | 26 | 27 | 28 | 29 | 30 |
|     |    |    |    |    |    |    |

| 7月 |    |    |    |    |    |    |
| 日  | 月 | 火 | 水 | 木 | 金 | 土 |
| 1   | 2  | 3  | 4  | 5  | 6  | 7  |
| 8   | 9  | 10 | 11 | 12 | 13 | 14 |
| 15  | 16 | 17 | 18 | 19 | 20 | 21 |
| 22  | 23 | 24 | 25 | 26 | 27 | 28 |
| 29  | 30 | 31 |    |    |    |    |
|     |    |    |    |    |    |    |

| 8月 |    |    |    |    |    |    |
| 日  | 月 | 火 | 水 | 木 | 金 | 土 |
|     |    |    | 1  | 2  | 3  | 4  |
| 5   | 6  | 7  | 8  | 9  | 10 | 11 |
| 12  | 13 | 14 | 15 | 16 | 17 | 18 |
| 19  | 20 | 21 | 22 | 23 | 24 | 25 |
| 26  | 27 | 28 | 29 | 30 | 31 |    |
|     |    |    |    |    |    |    |

| 9月 |    |    |    |    |    |    |
| 日  | 月 | 火 | 水 | 木 | 金 | 土 |
|     |    |    |    |    |    | 1  |
| 2   | 3  | 4  | 5  | 6  | 7  | 8  |
| 9   | 10 | 11 | 12 | 13 | 14 | 15 |
| 16  | 17 | 18 | 19 | 20 | 21 | 22 |
| 23  | 24 | 25 | 26 | 27 | 28 | 29 |
| 30  |    |    |    |    |    |    |
|     |    |    |    |    |    |    |

| 10月 |    |    |    |    |    |    |
| 日   | 月 | 火 | 水 | 木 | 金 | 土 |
|      | 1  | 2  | 3  | 4  | 5  | 6  |
| 7    | 8  | 9  | 10 | 11 | 12 | 13 |
| 14   | 15 | 16 | 17 | 18 | 19 | 20 |
| 21   | 22 | 23 | 24 | 25 | 26 | 27 |
| 28   | 29 | 30 | 31 |    |    |    |
|      |    |    |    |    |    |    |

| 11月 |    |    |    |    |    |    |
| 日   | 月 | 火 | 水 | 木 | 金 | 土 |
|      |    |    |    | 1  | 2  | 3  |
| 4    | 5  | 6  | 7  | 8  | 9  | 10 |
| 11   | 12 | 13 | 14 | 15 | 16 | 17 |
| 18   | 19 | 20 | 21 | 22 | 23 | 24 |
| 25   | 26 | 27 | 28 | 29 | 30 |    |
|      |    |    |    |    |    |    |

| 12月 |    |    |    |    |    |    |
| 日   | 月 | 火 | 水 | 木 | 金 | 土 |
|      |    |    |    |    |    | 1  |
| 2    | 3  | 4  | 5  | 6  | 7  | 8  |
| 9    | 10 | 11 | 12 | 13 | 14 | 15 |
| 16   | 17 | 18 | 19 | 20 | 21 | 22 |
| 23   | 24 | 25 | 26 | 27 | 28 | 29 |
| 30   | 31 |    |    |    |    |    |
|      |    |    |    |    |    |    |

## できごと

### 1月
- 1月11日 - フランス・ベルギーがドイツの賠償不払いを口実にルール地方を占領する（ルール占領）
- 1月17日 - フアン・デ・ラ・シエルバがオートジャイロの初飛行に成功
- 1月26日 - 孫文がソ連代表のヨッフェと会談

### 3月
- 3月8日 - 赤瀾会が日本初の国際婦人デー記念集会開催
- 3月17日 - 日本初の写真学校である小西寫眞専門学校（現東京工芸大学）が第一期生を募集[1]
- 3月30日 - 工場法改正（適用年齢の引き上げ他）

### 4月
- 4月5日 - 日本共産青年同盟（後の日本民主青年同盟）設立。
- 4月12日 - 摂政宮（のちの昭和天皇）が台湾行啓に出発。
- 4月13日 - 大阪鉄道の大阪天王寺駅が開業。

### 5月
- 5月1日 - 稚泊連絡船運航開始。
- 5月9日 - 北一輝『日本改造法案大綱』が改造社から刊行。
- 5月10日 - 早稲田大学軍事研究団発足（15日解散）。

### 6月
- 6月18日 - エトナ火山噴火
- 6月26日 - 第1回ル・マン24時間レース開催

### 7月
- 7月13日 - ハリウッドにハリウッドサインが設置される
- 7月24日 - ムスタファ・ケマル（ケマル・アタテュルク）首班のトルコ政権が連合国とローザンヌ条約を締結

### 8月
- 8月3日 - ハーディング米大統領の死去により、副大統領クーリッジが第30代米大統領に就任
- 8月6日 - 事実上の国内最高気温である42.5℃を徳島県鳴門市で観測
- 8月13日 - ドイツでシュトレーゼマン連立内閣成立
- 8月17日 - 日英同盟が四カ国条約発効により失効[2]
- 8月25日 - 加藤友三郎内閣総辞職（首相死去）
- 8月28日 - 山本権兵衛に組閣命令
- 8月31日 - イタリアがギリシャのケルキラ島を占拠（コルフ島事件）

### 9月
- 9月1日 - 関東大震災発生[3]
- 9月2日

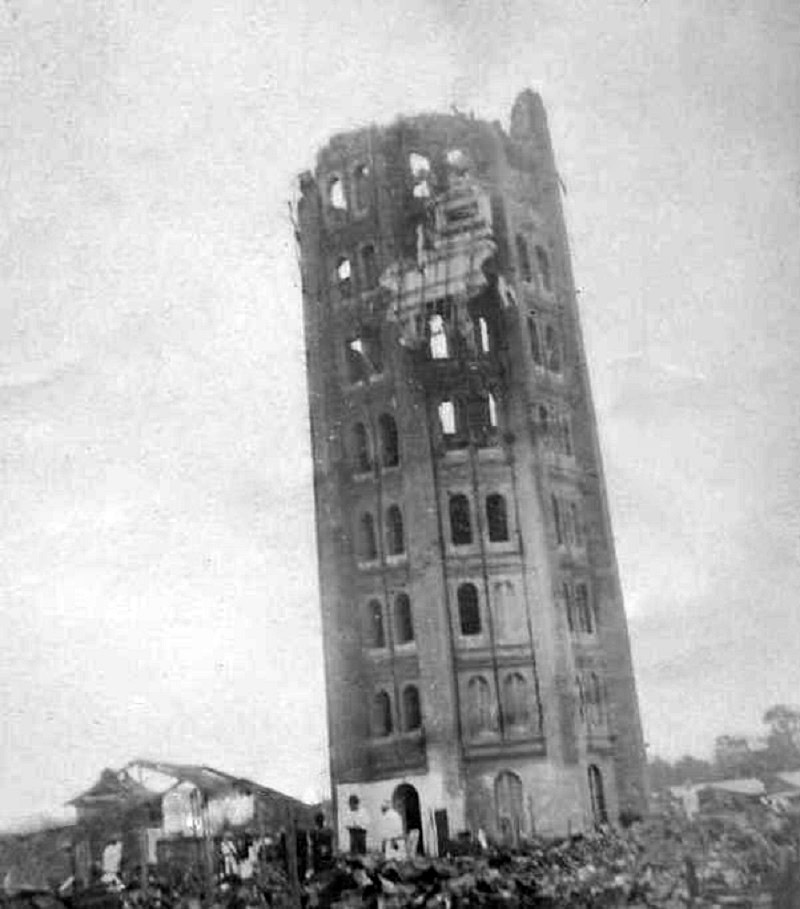
関東大震災で損壊した凌雲閣

  - 関東大震災: 東京市他郡部に戒厳令発令（11月15日まで）
  - 日本で山本権兵衛が第22代内閣総理大臣に就任し、第2次山本内閣発足
- 9月3日 - 関東大震災: 戒厳地域を東京府・神奈川県に拡大
- 9月4日
  - 関東大震災: 戒厳地域を埼玉県・千葉県に拡大
  - 関東大震災: 亀戸事件
- 9月6日 - 関東大震災: 福田村事件
- 9月7日
  - 関東大震災: 支払猶予令（震災手形参照）
  - 関東大震災: 東京市内に夜間外出禁止令発令
  - 国際刑事警察機構設立
- 9月8日 - 艦位測定を誤ったことが原因でアメリカ海軍の巡洋艦7隻がカリフォルニア沿岸で座礁・沈没、23人が犠牲となる（ホンダポイント遭難事件）
- 9月16日 - 憲兵大尉甘粕正彦が大杉栄や伊藤野枝らを殺害（甘粕事件）
- 9月20日 - 関東大震災: 甘粕事件のため福田雅太郎戒厳司令官更迭（後任山梨半造）
- 9月23日 -スペインでプリモ・デ・リベラ軍事政権が成立

### 10月
- 10月14日 - 幾つかの正教会の教会で修正ユリウス暦が受け入れられる。
- 10月16日 - ウォルト・ディズニー・カンパニー創立。
- 10月16日 - ドイツのマルク暴落に対して暫定通貨であるレンテンマルクの発行を決定
- 10月21日 - ミュンヘンのドイツ博物館にて世界初の光学式プラネタリウムの公開
- 10月23日 - フォッケウルフ社の前身ブレーマー航空機製造株式会社が設立される。
- 10月29日 - トルコ共和国成立

### 11月
- 11月8日 - アドルフ・ヒトラーの国家社会主義ドイツ労働者党（ナチス）などがミュンヘン一揆

### 12月
- 12月10日 - 第47臨時議会召集
- 12月21日 - ネパールがイギリスから独立
- 12月24日 - 第1回ラグビー早明戦を行う
- 12月27日 - 虎ノ門事件
- 12月25日 - 第48議会召集
- 12月29日 - 第2次山本内閣総辞職

### 日付不詳
- インダス文明の遺跡であるモヘンジョダロの発掘開始
- 春 - ルカーチ・ジェルジ『歴史と階級意識』。ソ連共産党のコミンテルンから厳しく批判される。しかし、エルンスト・ブロッホやカール・コルシェは支持。フランクフルト学派にも影響を与えた。ヨーロッパに於けるマルクス主義の重要文献と位置付けられる。
- 1月 - 11月 - ヴァイマル共和政のハイパーインフレーション激化
- 井伏鱒二『山椒魚』
- フランシス・W・デーヴィス（Francis W. Davis）とジョージ・ジェサップがパワーステアリングを開発した[4]。

## 誕生

### 1月
- 1月1日 - ミルト・ジャクソン、ジャズ・ヴィブラフォン奏者（+ 1999年）
- 1月2日 - 玉乃海太三郎、大相撲力士（+ 1987年）
- 1月3日 - 三好主、元プロ野球選手（+ 生死不明）
- 1月6日 - 吉田満、小説家（+ 1979年）
- 1月6日 - 長谷川善三、元プロ野球選手（+ 1998年）
- 1月7日 - 西尾昇、録音技師（＋2016年）
- 1月8日 - ジョセフ・ワイゼンバウム、計算機科学者（+ 2008年）
- 1月13日 - ダニイル・シャフラン、チェリスト（+ 1997年）
- 1月15日 - 李登輝、元中華民国の総統 (+ 2020年)
- 1月15日 - 鵜飼勉、元プロ野球選手（+ 生死不明）
- 1月15日 - 杉江文二、元プロ野球選手（+ 生死不明）
- 1月17日 - コラド・ベーム、計算機科学者 (+ 2017年)
- 1月20日 - 三國連太郎、俳優（+ 2013年）
- 1月22日 - 坂本三十次、政治家（+ 2006年）
- 1月23日 - 田中六助、政治家（+ 1985年）
- 1月25日 - 池波正太郎、小説家（+ 1990年）
- 1月25日 - 西村晃、俳優（+ 1997年）
- 1月29日 - イーヴォ・ロビッチ、クロアチアの歌手（+ 2000年）
- 1月29日 - パディ・チャイエフスキー、作家・脚本家（+ 1981年）
- 1月31日 - ノーマン・メイラー、作家（+ 2007年）

### 2月
- 2月2日 - アルベルト・ラフォルス・カサマダ、画家・詩人（+ 2009年）
- 2月2日 - レッド・ショーエンディーンスト、メジャーリーガー（+ 2018年）
- 2月5日 - 榎本茂、元プロ野球選手（+ 生死不明）
- 2月12日 - フランコ・ゼフィレッリ、映画監督・脚本家・オペラ演出家、政治家（+ 2019年[5]）
- 2月13日 - イフラ・ニーマン、ヴァイオリニスト（+ 2003年）
- 2月13日 - チャック・イェーガー、空軍パイロット （+ 2020年）
- 2月14日 - 流政之、彫刻家・作庭家 (+ 2018年)
- 2月17日 - 黄長燁、思想家・政治家（+ 2010年）
- 2月20日 - 秋枝寿一郎、元プロ野球選手（+ 生死不明）
- 2月21日 - 木暮力三、元プロ野球選手（+ 生死不明）
- 2月21日 - 中村妙子、翻訳家（+ 2024年）
- 2月24日 - 小田稔、天文学者（+ 2001年）

### 3月
- 3月1日 - 原田泰夫、将棋棋士（+ 2004年)
- 3月10日 - ヘイダル・アリエフ、アゼルバイジャンの大統領（+ 2003年）
- 3月13日 - 大山康晴、将棋棋士（+ 1992年）
- 3月15日 - 宮川ひろ、児童文学作家 (+ 2018年)
- 3月15日 - 石原豪人、挿絵画家・イラストレーター（+ 1998年）
- 3月17日 - 船越英二、俳優（+ 2007年）
- 3月17日 - 永野健、実業家、第7代日経連会長（+ 2008年）
- 3月18日 - 乾国雄、元プロ野球選手（+ 生死不明）
- 3月18日 - 江田孝、元プロ野球選手（+ 1978年）
- 3月18日 - 田村隆一、詩人・随筆家（+ 1998年）
- 3月22日 - マルセル・マルソー、パントマイム・アーティスト（+ 2007年）
- 3月23日 - アヴラム・デイヴィッドスン、SF作家、推理作家（+ 1993年）
- 3月25日 - 上野重雄、元プロ野球選手（+ 生死不明）
- 3月26日 - クリフトン・ウィリアムズ、作曲家（+ 1976年）
- 3月27日 - 遠藤周作、小説家（+ 1996年）
- 3月27日 - 金子信雄、俳優・料理研究家（+ 1995年）

### 4月
- 4月2日 - 小栗一也、俳優（+ 2001年）
- 4月5日 - グエン・バン・チュー、元ベトナム共和国大統領（+ 2001年）
- 4月14日 - ジョン・ホルト、教育者（+ 1985年）
- 4月15日 - 渡辺静、プロ野球選手（+ 1945年）
- 4月16日 - 大屋克己、元プロ野球選手（+ 生死不明）
- 4月18日 - 稲垣定雄、元プロ野球選手（+ 生死不明）
- 4月24日 - 中村栄、元プロ野球選手（+ 1998年）
- 4月29日 - 牧羊子、詩人・エッセイスト（+ 2000年）
- 4月30日 - 鏡里喜代治、大相撲第42代横綱（+ 2004年）
- 4月30日 - 小畑実、歌手（+ 1979年）

### 5月
- 5月1日 - 高原駿雄、俳優（+ 2000年）
- 5月6日 - 西江一郎、元プロ野球選手（+ 生死不明）
- 5月7日 - アン・バクスター、アメリカの女優（+ 1985年）
- 5月11日 - 井上次平、元プロ野球選手（+ 生死不明）
- 5月13日 - 石井久、実業家（+ 2016年[6]）
- 5月13日 - レッド・ガーランド、ジャズピアニスト（+ 1984年）
- 5月16日 - 池宮彰一郎、脚本家・小説家（+ 2007年）
- 5月17日 - 久保吾一、元プロ野球選手（+ 1988年）
- 5月20日 - 伴勇資、プロ野球選手（+ 2003年）
- 5月21日 - リック・ジェイソン、俳優（+ 2000年）
- 5月24日 - 鈴木清順、映画監督・俳優（+ 2017年[7]）
- 5月24日 - 藤間紫、日本舞踊家・女優（+ 2009年）
- 5月24日 - 梅田正巳、プロ野球選手（+ 1989年）
- 5月27日 - 真田重蔵、元プロ野球選手（+ 1994年）
- 5月27日 - ヘンリー・キッシンジャー、政治家・国際政治学者（+ 2023年）
- 5月29日 - ハリー・スミス、芸術家（+ 1991年）
- 5月31日 - 井上梅次、映画監督・脚本家（+ 2010年）
- 5月31日 - レーニエ3世、モナコ大公（+ 2005年）
- 5月31日 - 中里太郎右衛門 (13代)、陶芸家(+ 2009年）

### 6月
- 6月2日 - ロイド・シャープレー、経済学者、数学者（* 2016年[8]）
- 6月4日 - 大山倍達、空手家（+ 1994年）
- 6月4日 - 崇仁親王妃百合子、皇族、元華族（+ 2024年）
- 6月5日 - 長富政武、プロ野球選手（+ 2000年）
- 6月9日 - スーザン・ストレンジ、国際政治経済学者（+ 1998年）
- 6月9日 - 田英夫、国会議員（+ 2009年）
- 6月13日 - 奈良光枝、歌手（+ 1977年）
- 6月18日 - ヘルマン・クレバース、ヴァイオリニスト（+ 2018年）
- 6月20日 - 広島清美、元プロ野球選手（+ 生死不明）
- 6月22日 - 木村功、俳優（+ 1981年）
- 6月22日 - フランツ＝パウル・デッカー - 指揮者（+ 2014年）
- 6月25日 - サム・フランシス、画家（+ 1994年）
- 6月26日 - 景浦賢一、プロ野球選手（+ 生死不明）
- 6月27日 - 石風呂良一、プロ野球選手（+ 1985年）

### 7月
- 7月2日 - 野崎泰一、元プロ野球選手（+ 2009年）
- 7月6日 - ヴォイチェフ・ヤルゼルスキ、ポーランドの指導者（+ 2014年）
- 7月6日 - キャシー・オドネル、女優（+ 1970年）
- 7月6日 - 庄司永建、俳優（+ 2015年）
- 7月10日 - 飯田善国、彫刻家・現代美術家・詩人（+ 2006年）
- 7月12日 - ジェイムズ・E・ガン、小説家（+ 2020年）
- 7月14日 - 福田歓一、政治学者（+ 2007年）
- 7月15日 - 原田昇左右、元衆議院議員・建設大臣（+ 2006年）
- 7月18日 - 森嶋通夫、経済学者（+ 2004年）
- 7月19日 - 三波春夫、演歌歌手（+ 2001年）
- 7月27日 - レイ・ブーン、メジャーリーガー（+ 2004年）
- 7月28日 - 渡辺美智雄、政治家（+ 1995年）

### 8月
- 8月1日 - 中田喜直、作曲家（+ 2000年）
- 8月3日 - アン・クライン、ファッションデザイナー（+ 1974年）
- 8月7日 - 司馬遼太郎、小説家（+ 1996年）
- 8月7日 - 小島勝治、元プロ野球選手（+ 2001年）
- 8月7日 - 上野英信、記録文学作家（+ 1987年）
- 8月13日 - ロード・ジェームズ・ブレアース、プロレスラー・初代PWF会長（+ 2016年）
- 8月18日 - 松本和雄、元プロ野球選手（+ 生死不明）
- 8月19日 - 池谷三郎、元ラジオ東京アナウンサー（+ 2002年）
- 8月22日 - 木川かえる、漫画家・ジャズ漫画家（+ 2004年）
- 8月23日 - エドガー・F・コッド、チューリング賞受賞者（+ 2003年）
- 8月26日 - ヴォルフガング・サヴァリッシュ、指揮者（+ 2013年）
- 8月28日 - 蔦文也、元プロ野球選手、元高校野球指導者（+ 2001年）
- 8月29日 - リチャード・アッテンボロー、映画監督・俳優（+ 2014年）
- 8月29日 - 中原宏、元プロ野球選手（+ 1986年）

### 9月
- 9月1日 - 尾藤正英、歴史学者（+2013年）
- 9月4日 - 平井三郎、元プロ野球選手（+ 1969年）
- 9月5日 - 西丸震哉、食生態学者・エッセイスト・探検家（+ 2012年）
- 9月11日 - 虫明亜呂無、作家・評論家・随筆家（+ 1991年）
- 9月12日 - 服部力、プロ野球選手（+ 2012年）
- 9月16日 - リー・クアンユー、政治家、シンガポール初代首相（+ 2015年）
- 9月16日 - 江見俊太郎、俳優（+ 2003年）
- 9月17日 - 芦部信喜、憲法学者（+ 1999年）
- 9月20日 - 根上淳、俳優（+ 2005年）
- 9月20日 - 植田隼美、プロ野球選手（+ 生死不明）
- 9月22日 - 小林章良、元プロ野球選手（+ 2002年）
- 9月24日 - 加藤進、元プロ野球選手（+ 生死不明）
- 9月25日 - 生恵幸子、漫才師（+ 2007年）
- 9月28日 - 島田ばく、児童文学者・詩人（+ 2004年）
- 9月30日 - 隆慶一郎、脚本家・小説家（+ 1989年）

### 10月
- 10月2日 - 岩井直溥、作曲家・編曲家・指揮者（+ 2014年）
- 10月3日 - スタニスワフ・スクロヴァチェフスキ、指揮者（+ 2017年）
- 10月5日 - 矢野徹、作家、翻訳家（+ 2004年）
- 10月6日 - 土屋亨、元プロ野球選手（+ 2002年）
- 10月7日 - 梶田興治、テレビプロデューサー（+ 2013年）
- 10月7日 - 増田敏、プロ野球選手（+　戦死）
- 10月10日 - 杉浦竜太郎、元プロ野球選手（+ 1994年）
- 10月13日 - ファース・ヴィルケス、サッカー選手（+ 2006年）
- 10月14日 - 茂山千之丞、狂言師（+ 2010年）
- 10月15日 - イタロ・カルヴィーノ、小説家（+ 1985年）
- 10月16日 - 早川幸男、宇宙物理学者（+ 1992年）
- 10月20日 - オトフリート・プロイスラー、児童文学作家（+ 2013年）
- 10月25日 - ベアテ・シロタ・ゴードン、舞台芸術監督・フェミニスト・日本国憲法を起草したメンバー（+ 2012年）
- 10月25日 - ボビー・トムソン、メジャーリーガー（+ 2010年）
- 10月26日 - 下社邦男、元プロ野球選手（+ 生死不明）
- 10月27日 - ロイ・リキテンスタイン、画家（+ 1997年）
- 10月28日 - 今西祐行、児童文学作家（+ 2004年）

### 11月
- 11月1日 - ビクトリア・デ・ロス・アンヘレス、ソプラノ歌手（+ 2005年）
- 11月2日 - 三橋達也、俳優（+ 2004年）
- 11月3日 - 外山滋比古、イギリス文学者・言語学者 (+ 2020年)
- 11月5日 - 佐藤愛子、小説家
- 11月5日 - トマス・フラナガン、小説家・文学研究者（+ 2002年）
- 11月8日 - ジャック・キルビー、電子技術者（+ 2005年）
- 11月10日 - 忠犬ハチ公、忠犬として知られる秋田犬（+ 1935年）
- 11月11日 - 阿部桂一、脚本家（+ 1991年）
- 11月12日 - 片山博、元プロ野球選手（+ 生死不明）
- 11月14日 - 香川桂子、女優（+ 生死不明）
- 11月15日 - 池田善蔵、元プロ野球選手（+ 生死不明）
- 11月20日 - ナディン・ゴーディマー、小説家（+ 2014年）
- 11月22日 - アーサー・ヒラー、映画監督（+ 2016年）
- 11月22日 - 川喜多雄二、俳優、歯科医師（+ 2011年）
- 11月22日 - 岸朝子、料理評論家（+ 2015年[9]）
- 11月23日 - 白井義男、ボクシング元世界フライ級チャンピオン（+ 2003年）
- 11月23日 - 小林桂樹、俳優（+ 2010年）
- 11月26日 - ロバート・ハインド、動物行動学者(+ 2016年)
- 11月30日 - 永井洋二郎、元プロ野球選手　（+ 2018年）

### 12月
- 12月2日 - マリア・カラス、ソプラノ歌手（+ 1977年）
- 12月2日 - アレクサンドル・ヤコブレフ、ソビエト連邦の政治家・歴史学者（+ 2005年）
- 12月9日 - 高島利雄、照明技師（+ 生死不明）
- 12月10日 - 木場巌、プロ野球選手（+ 生死不明）
- 12月12日 - 堀井数男、元プロ野球選手（+ 2006年）
- 12月12日 - 津村謙、歌手（+ 1961年）
- 12月13日 - ラリー・ドビー、元メジャーリーガー（+ 2003年）
- 12月14日 - 勝田興[10]、プロ野球選手（+ 1982年）
- 12月16日 - 戸川猪佐武、政治評論家・作家（+ 1983年）
- 12月16日 - 大木実、俳優（+ 2009年）
- 12月22日 - 深沢督、プロ野球選手 (+ 2019年)
- 12月23日 - アントニ・タピエス、現代美術家（+ 2012年）
- 12月25日 - 谷川雁、詩人・評論家（+ 1995年）
- 12月25日 - ルネ・ジラール、文芸評論家・元スタンフォード大学教授（+ 2015年）
- 12月26日 - 太宰久雄、俳優（+ 1998年）
- 12月28日 - ヨーゼフ・ハシッド、ヴァイオリニスト（+ 1950年）
- 12月31日 - 沼波輝枝、日本の女優、声優（+2013年）

### 時期不明
- 日付不明 - 伊藤孝二郎、新潟県北蒲原郡黒川村村長（+ 2003年）
- 日付不明 - 本田稔、海軍軍人(最終階級:海軍少尉)・航空自衛官(最終階級:一等空尉【大尉相当】)・太平洋戦争における撃墜王（+ 2021年）

## 死去
- 1月1日 - ウィリー・キーラー、メジャーリーガー（* 1872年）
- 1月3日 - ヤロスラフ・ハシェク、小説家（* 1883年）
- 1月9日 - キャサリン・マンスフィールド、小説家（* 1888年）
- 1月11日 - コンスタンティノス1世、ギリシャ王国国王（* 1868年）
- 1月23日 - マックス・ノルダウ、シオニズム運動指導者（* 1849年）
- 2月3日 - 黒木為楨、日本陸軍の大将（* 1844年）
- 2月4日 - 伏見宮貞愛親王、日本の皇族（* 1858年）
- 2月8日 - 大谷光瑩、東本願寺22世（* 1852年）
- 2月10日 - ヴィルヘルム・レントゲン、物理学者（* 1845年）
- 2月15日 - 一ノ矢藤太郎、大相撲の力士（* 1856年）
- 2月22日 - テオフィル・デルカッセ、フランス外相（* 1852年）
- 2月22日 - ダムディン・スフバートル、モンゴルの革命家（* 1894年）
- 2月24日 - エドワード・モーリー、物理学者（* 1838年）
- 3月8日 - ヨハネス・ファン・デル・ワールス、物理学者（* 1837年）
- 3月26日 - サラ・ベルナール、女優（* 1844年）
- 3月27日 - ジェイムズ・デュワー、化学者・物理学者（* 1842年）
- 4月4日 - ユーリー・マルトフ、ロシアの社会主義運動家（* 1873年）
- 4月4日 - ジョン・ベン、イギリスの数学者（* 1834年）
- 4月5日 - ジョージ・ハーバート (第5代カーナヴォン伯)、ツタンカーメン陵発掘資金を援助したイギリス貴族（* 1866年）
- 4月10日 - リーアム・リンチ、アイルランド内戦時のIRA指導者（* 1893年）
- 4月23日 - ルイーゼ・フォン・プロイセン、バーデン大公フリードリヒ1世の妃（* 1838年）
- 5月14日 - シャルル・ド・フレシネ、フランス首相（* 1828年）
- 5月17日 - トーマス・スコット・ボールドウィン、気球・飛行船技術者（* 1860年）
- 5月21日 - フェルディナン・ヴァルザン・エステルアジ、ドレフュス事件の真犯人とされる人物（* 1847年）
- 6月9日 - ヘレナ、イギリス女王ヴィクトリアの三女（* 1846年）
- 6月9日 - 有島武郎、作家（* 1878年）
- 6月11日 - ジョージ・ホール、メジャーリーガー（* 1849年）
- 6月22日 - 松本楓湖、日本画家（* 1840年）
- 6月29日 - フリッツ・マウトナー、哲学者（* 1849年）
- 6月29日 - 威仁親王妃慰子、日本の皇族（* 1864年）
- 7月9日 - ウィリアム・デイ、アメリカ合衆国国務長官（* 1849年）
- 7月9日 - 山辺安之助、探検家（* 1867年）
- 7月13日 - エルンスト・オットー・ベックマン、化学者（* 1853年）
- 7月20日 - パンチョ・ビリャ、メキシコ革命の運動家（* 1878年）
- 8月2日 - ウォレン・ハーディング、第29代アメリカ合衆国大統領（* 1865年）
- 8月6日 - 寺尾寿、天文学者（* 1855年）
- 8月16日 - カール・ヌードストローム、画家（* 1855年）
- 8月19日 - ヴィルフレド・パレート、経済学者・社会学者（* 1848年）
- 8月24日 - 加藤友三郎、日本海軍軍人・第21代内閣総理大臣（* 1861年）
- 9月1日 - 松岡康毅、日本の農商務相（* 1846年）
- 9月1日 - 武彦王妃佐紀子女王、日本の皇族（* 1903年）
- 9月1日 - 寛子女王、日本の皇族（* 1906年）
- 9月1日 - 師正王、日本の皇族（* 1918年）
- 9月2日 - 厨川白村、イギリス文学者（* 1880年）
- 9月5日 - ドッツ・ミラー、メジャーリーガー（* 1886年）
- 9月6日 - 木下淑夫、鉄道院の官僚（* 1874年）
- 9月16日 - 伊藤野枝、婦人解放運動家、アナキスト、作家、フェミニスト（* 1895年）
- 9月16日 - 大杉栄、アナキスト（* 1885年）
- 9月19日 - 快楽亭ブラック (初代)、落語家（* 1858年）
- 9月24日 - マヌエル・ホセ・エストラーダ・カブレーラ、グアテマラ大統領（* 1857年）
- 10月30日 - アンドルー・ボナー・ロー、イギリス首相（* 1858年）
- 11月8日 - 大森房吉、地震学者（* 1868年）
- 11月14日 - エルンスト・アウグスト、ハノーファー王太子（* 1845年）
- 11月26日 - 大谷喜久蔵、第9代教育総監（* 1856年）
- 12月12日 - レーモン・ラディゲ、詩人（* 1903年）
- 12月12日 - ディートリヒ・エッカート、ナチス党員。（* 1868年）
- 12月13日 - テオフィル・アレクサンドル・スタンラン、画家（* 1859年）
- 12月27日 - ギュスターヴ・エッフェル、建築家（* 1832年）
- 12月29日 - 河野広中、第10代衆議院議長（* 1849年）

## ノーベル賞
- 物理学賞 - ロバート・アンドリュース・ミリカン（アメリカ合衆国）
- 化学賞 - フリッツ・プレーグル（オーストリア）
- 生理学・医学賞 - フレデリック・バンティング（カナダ）、ジョン・ジェームズ・リチャード・マクラウド（カナダ）
- 文学賞 - ウィリアム・バトラー・イェイツ（アイルランド）
- 平和賞 - 該当者なし